# Vanuatus provinser

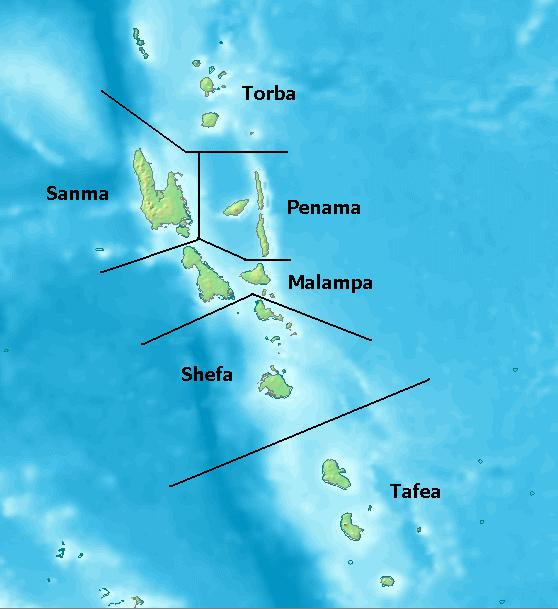
Vanuatus provinser

Vanuatus provinser Vanuatu är indelat i 6 provinser sedan 1994. Namnen på provinserna kommer från den största ön i respektive provins. 
| Provins | Huvudstad  | Största öar                             | Yta (km²) | Invånare Folkräkning 1999 |
| ------- | ---------- | --------------------------------------- | --------- | ------------------------- |
| Malampa | Lakatoro   | Ambrym, Malakula, Paama                 | 2,779     | 32,705                    |
| Penama  | Saratamata | Pentecost, Ambae, Maéwo                 | 1,198     | 26,646                    |
| Sanma   | Luganville | Santo, Malo                             | 4,248     | 36,084                    |
| Shefa   | Port Vila  | Efate, Shepherd Islands                 | 1,455     | 54,439                    |
| Tafea   | Isangel    | Tanna, Aniwa, Futuna, Erromango, Anatom | 1,628     | 29,047                    |
| Torba   | Sola       | Banks och Torres                        | 882       | 7,757                     |
| Vanuatu | Port Vila  |                                         | 12,189    | 186,678                   |

## Tidigare indelning
Från 1985 till 1994 var Vanuatu indelat i 11 regioner:
- Ambae och Maéwo (Huvudstad Longana)
- Ambrym (Huvudstad  Eas)
- Banks och Torres (Huvudstad  Sola)
- Éfaté (Huvudstad  Port Vila)
- Épi (Huvudstad  Ringdove)
- Malekula (Huvudstad  Lakatoro)
- Paama (Huvudstad  Liro)
- Pentecost (Huvudstad  Loltong)
- Santo och Malo (Huvudstad  Luganville)
- Shepherd (Huvudstad  Morua)
- Taféa (Huvudstad  Isangel)

Före 1985 var Vanuatu indelat i fyra administrativa distrikt.
- Tanna, Southern District (Huvudstad Lénakel)
- Efaté, Central District 1 (Huvudstad Port Vila)
- Malékoula, Central District 2 (Huvudstad Lamap)
- Santo, Northern District (Huvudstad Luganville)